# Los Alamos (kommun)
Los Álamos är en kommun i Chile. Den ligger i provinsen Provincia de Arauco och regionen Región del Biobío, i den södra delen av landet, 500 km söder om huvudstaden Santiago de Chile.